# Svarthuvad strandpipare
Svarthuvad strandpipare (Thinornis cucullatus) är en fåtalig fågel i familjen pipare inom ordningen vadarfåglar som enbart förekommer i Australien.

## Utseende och läte
Svarthuvad strandpipare är en medelstor (19-21 cm) pipare med svart huvud, vit hancke och svart skulderfläck. Resten av undersidan är vit, ovansidan ljusgrå. Näbben är röd med svart spets och kring ögat syns en röd ögonring. Ungfågeln är mycket blek med sandbrun hjässa, örontäckare och blekgula ben. Lätet är ett kort och pipigt "peet-peet" eller ett skällande "fow-fow".

## Utbredning och systematik
Svarthuvad strandpipare förekommer utmed kusterna av södra Australien, Tasmanien och på öar i Bass-sundet. Den behandlas vanligen som monotypisk, det vill säga att den inte delas in i några underarter. Artepitetet var tidigare rubricollis, men cucullatus har visat sig ha prioritet

## Status
Internationella naturvårdsunionen IUCN kategoriserar arten som sårbar (VU). Den har en liten världspopulation som uppskattas till endast 7.000 häckande individer. Fågeln tros dessutom minska i antal, i östra Australien på grund av störningar från människan, hundar och hästar men även predation från införda rävar samt inhemska måsar och kråkfåglar. I västra Australien minskar den inte lika kraftigt och påverkas mest av överbetning och uttorkning orsakad av konstbevattning.

## Levnadssätt
Fågeln häckar på sandstränder men besöker utanför häckningstid även saltsjöar. Den lägger två till tre fläckiga beigefärgade ägg i en uppskrapad grop i marken.